# Milan Kohout (fotbalista)
Milan Kohout (* 25. dubna 1963) je bývalý český fotbalista.

## Fotbalová kariéra
V československé lize hrál za TJ Škoda Plzeň. Nastoupil v 5 ligových utkáních. Ve druhé nejvyšší soutěži nastoupil ve 48 utkáních a dal 1 gól.

## Ligová bilance
| Ročník                                   | Zápasy | Góly | Klub        |
| ---------------------------------------- | ------ | ---- | ----------- |
| česká národní fotbalová liga 1981/82     | 11     | 0    | Škoda Plzeň |
| česká národní fotbalová liga 1984/85     | 21     | 1    | Škoda Plzeň |
| česká národní fotbalová liga 1985/86     | 16     | 0    | Škoda Plzeň |
| 1. československá fotbalová liga 1986/87 | 5      | 0    | Škoda Plzeň |
| CELKEM                                   | 53     | 1    |             |